# Scenopinus nakkari
Scenopinus nakkari är en tvåvingeart som beskrevs av Kelsey 1987. Scenopinus nakkari ingår i släktet Scenopinus och familjen fönsterflugor. Inga underarter finns listade i Catalogue of Life.